# Maribo Domkirke
Maribo Domkirke ligger i Maribo på Lolland. Kirken blev oprettet i 1400-tallet da Maribo Kloster blev opført. Den blev senere omdannet til domkirke.

## Historie
I 1416 blev munke fra Vadstena kloster sendt til Maribo, der på det tidspunkt dog hed Skimminge, for at grundlægge et kloster. Det blev til Maribo Kloster. I 1536 blev klostret ophævet.
Efter den gamle bykirke var brændt ned i 1596, fik klosterkirken status som byens kirke. Da Lolland-Falster i 1804 blev et selvstændigt stift, fik kirken omsider status som domkirke. Igennem det 19. århundrede blev domkirken sikret mod forfald op til flere gange, og det nuværende tårn blev tilbygget.
I domkirkens krypt blev kongedatteren Leonora Christina Ulfeldt begravet, men hendes lig blev kort tid efter fjernet fra gravstedet, antagelig af nogle af hendes sønner, og formentlig gravsat på det ukendte sted, hvor hendes husbond Corfitz Ulfeldt i forvejen lå begravet jf. historikeren Palle Lauring.[kilde mangler]
Maribo Domkirke er speciel ved at have indgangen i øst og højkoret i vest. Dette stammer fra klosterets indretning.
For at imødekomme kravet om adskillelse af søstre og brødre var der i kirken indrettet et adskilt nonnekor placeret på et hævet pulpitur i skibets østende, mens munkene holdt til i et lukket område af skibets vestende. Desuden besøgtes klosterkirken af mange pilgrimme, som havde adgang til kirkens skib. På den måde var klosterkirken opdelt i tre skarpt adskilte områder, og i kirken er der fortsat en række bevarede spor efter disse hvælvede gallerier.
Da byens sognekirke nedbrændte i 1596, begyndte Maribos borgere at benytte klosterkirken som deres sognekirke. Højkoret blev ved den lejlighed indrettet i det tidligere brødrekor, der således modsat stort set alle andre kristne kirker er placeret i vest.

## Galleri
- Alterskab fra ca. 1480 i sakristiet med Augustin og fragmenterede malerier af blandt andet Bebudelsen og Anna selvtredje.
- Døbefonten med de fire evangelister.
- Prædikestolen.
- Altertavlen udført af Henrik Werner.